# Reflex (Zeitschrift)
Reflex ist ein tschechisches, wöchentlich erscheinendes liberales Magazin für politische, soziale und kulturelle Themen. Es wurde 1990 gegründet und wurde 1993 an die Ringier-Gruppe verkauft. Es ist dafür bekannt, dass Titelblätter, Artikel und Cartoons oftmals die Tabugrenze überschreiten. Die Auflage beträgt etwa 60.000 (2010) und erreicht ungefähr 250.000 bis 270.000 Leser.